# Oreste Regnoli
Oreste Regnoli (Forlì, 19 febbraio 1816 – Bologna, 20 febbraio 1896) è stato un giurista e politico italiano.

## Biografia
Il padre Nicola e gli zii furono attivi durante il Risorgimento. Anche i quattro fratelli di Oreste Regnoli parteciparono alle vicende del Risorgimento nel 1832 e nel biennio 1848-49. Regnoli si trasferì nel 1835 dalle Romagne a Roma per seguire i corsi universitari di giurisprudenza, laureandosi nel 1839. Nel 1848 due dei suoi fratelli si arruolavano tra i volontari per la prima guerra di indipendenza, mentre Oreste fu eletto nel collegio di Orvieto all'Assemblea costituente della Repubblica Romana. Partecipò alla difesa della città contro le truppe di Oudinot. Caduta la Repubblica si trasferì prima a Firenze e poi, nel 1853, si stabilì a Genova.
A Genova fu particolarmente attivo. Collaborò nel 1855-1856 al periodico La Donna, che sosteneva l'uguaglianza dei diritti del generi. Questo tema costituì un punto fisso del Regnoli studioso. A Genova pubblicò, nel 1859, uno studio, Sulla formazione di un nuovo codice civile italiano e sulla convenienza di alcune leggi transitorie, che lo mise in evidenza e Luigi Carlo Farini, che era dittatore dell’Emilia, lo chiamò a ricoprire la carica di ministro di Grazia e Giustizia. Sempre nel 1859 divenne docente all'Università di Bologna. Partecipò alle elezioni del 1860 e fu eletto alla VII legislatura del Regno di Sardegna nel collegio di Savignano ottenendo 181 preferenze su 183 votanti. Fu rieletto poi all'VIII alla X e alla XIII legislatura del Regno d'Italia. In quest'ultima legislatura fu escluso dopo poco tempo per il sorteggio previsto tra i pubblici docenti. Nel 1880, Benedetto Cairoli fece la proposta per la nomina a senatore che fu rifiutata dallo stesso Regnoli.
All'università di Bologna insegnava diritto civile. Nel 1872 fu eletto preside della facoltà di giurisprudenza. Fu anche eletto presidente dell’ordine degli avvocati di Bologna.
Massone, nel 1867 fu tra i fondatori  della loggia Universo di Firenze, successivamente fu affiliato alla loggia Rizzoli di Bologna, e poi, dal 16 luglio 1892, alla loggia Propaganda Massonica di Roma, tutte appartenenti al Grande Oriente d'Italia.
È sepolto alla Certosa di Bologna, nella Cella Loero della Galleria degli Angeli.

## Opere
- Scritti editi ed inediti di diritto civile, Bologna, 1900 (postuma)